# Калібо (аеропорт)
Міжнародний аеропорт Калібо (філ. Paliparang Pandaigdig ng Kalibo) (IATA: KLO, ICAO: RPVK) — цивільний відносно малий аеропорт, що обслуговує Калібо, центр філіппінської провінції Аклан, також є одним із двох аеропортів, обслуговуючих острів Боракай (інший аеропорт імені Годофредо П. Рамос розташований в муніципалітеті Малай). Калібо один з аеропортів на Філіппінах, що швидко розвивається за обсягом пасажирських перевезень з більш ніж 50 % зростанням у 2010 році, і другий по зростанню з показником 20,5 % за червень 2014 року порівняно з аналогічним періодом минулого року. Класифікується як міжнародний аеропорт цивільної авіації Філіппін, органу департаменту транспорту та зв'язку, який відповідає за роботу всіх аеропортів на Філіппінах, за винятком великих міжнародних аеропортів.
Аеропорт розташований на 3 км на схід від Калібо і 68 км від порту Катіклан у муніципалітеті Малай. Міжнародний аеропорт Калібо обслуговує такі міжнародні напрямки, як Інчхон, Пусан, Маніла, Гонконг, Сінгапур і Куала-Лумпур. Аеропорт пропонує більше міжнародних напрямків, ніж внутрішніх.

## Загальні відомості
31 березня 2008 року розпочато будівництво нового терміналу. Це будівництво є частиною бюджету в 130 млн песо,  обіцяного президентом Глорією Макапагал-Арройо у 2007 році з метою модернізації аеропорту для більшого орієнтування на міжнародний туризм. Програма включала в себе 80 млн песо для нового терміналу,  в той час як в 2009 році міністерством бюджету та управління було виділено 50 млн для установки системи посадки за приладами.
Міжнародний аеропорт Калібо може похвалитися найбільшим міжнародним польотним завантаженням у Західних Вісайях. Під час свят регулярні і чартерні рейси доставляють в Калібо тисячі туристів з азійських маршрутів.
У 2014 році відкрилося нове крило терміналу площею 4000 кв. м.

## Авіакомпанії і пункти призначення
Станом на січень 2016 року в аеропорту працюють і виконують рейси наступні авіакомпанії:
| Авіакомпанія        | Пункт призначення                     |
| ------------------- | ------------------------------------- |
| AirAsia             | Куала-Лумпур                          |
| AirAsia Zest        | Інчхон, Маніла, Пусан                 |
| Cebgo               | Маніла                                |
| Cebu Pacific        | Гонконг, Маніла, Себу                 |
| Jin Air             | Інчхон                                |
| PAL Express         | Маніла                                |
| Philippine Airlines | Інчхон, Маніла, Пекін, Пусан, Тайвань |
| SilkAir             | Сінгапур                              |
| Tigerair            | Сінгапур                              |